# 埼玉県立騎西特別支援学校
埼玉県立騎西特別支援学校（さいたまけんりつ きさいとくべつしえんがっこう）は、埼玉県加須市上種足四番にある公立特別支援学校。

## 学部
- 小学部
- 中学部
- 高等部

## 通学区域
- 加須市（旧加須市域、旧北埼玉郡騎西町域）
- 久喜市（旧南埼玉郡菖蒲町域）
- 鴻巣市
- 北本市